# Liste der Biografien/Schmidt, A
Liste der Biografien |
Portal Biografien |
A Personensuche
# |
A |
B |
C |
D |
E |
F |
G |
H |
I |
J |
K |
L |
M |
N |
O |
P |
Q |
R |
S |
T |
U |
V |
W |
X |
Y |
Z |
?
 
Sa |
Sb |
Sc |
Sd |
Se |
Sf |
Sg |
Sh |
Si |
Sj |
Sk |
Sl |
Sm |
Sn |
So |
Sp |
Sq |
Sr |
Ss |
St |
Su |
Sv |
Sw |
Sy |
Sz
 
Sca–Sce |
Sch |
Sci–Scz
 
Scha |
Schc |
Schd |
Sche |
Schg |
Schi |
Schj |
Schk |
Schl |
Schm |
Schn |
Scho |
Schp |
Schr |
Schs |
Scht |
Schu |
Schv |
Schw |
Schy
 
Schma |
Schme |
Schmi |
Schmo |
Schmu |
Schmy
 
Schmic |
Schmid |
Schmie |
Schmig |
Schmik |
Schmil |
Schmin |
Schmir |
Schmis |
Schmit
 
Schmida |
Schmidb |
Schmide |
Schmidf |
Schmidg |
Schmidh |
Schmidi |
Schmidj |
Schmidk |
Schmidl |
Schmidm |
Schmidp |
Schmidr |
Schmids |
Schmidt |
Schmid, A |
Schmid, B |
Schmid, C |
Schmid, D |
Schmid, E |
Schmid, F |
Schmid, G |
Schmid, H |
Schmid, I |
Schmid, J |
Schmid, K |
Schmid, L |
Schmid, M |
Schmid, N |
Schmid, O |
Schmid, P |
Schmid, R |
Schmid, S |
Schmid, T |
Schmid, U |
Schmid, V |
Schmid, W |
Schmid, Y
 
Schmidt, A |
Schmidt, B |
Schmidt, C |
Schmidt, D |
Schmidt, E |
Schmidt, F |
Schmidt, G |
Schmidt, H |
Schmidt, I |
Schmidt, J |
Schmidt, K |
Schmidt, L |
Schmidt, M |
Schmidt, N |
Schmidt, O |
Schmidt, P |
Schmidt, R |
Schmidt, S |
Schmidt, T |
Schmidt, U |
Schmidt, V |
Schmidt, W |
Schmidt, Y |
Schmidtb |
Schmidtc |
Schmidte |
Schmidtg |
Schmidth |
Schmidti |
Schmidtk |
Schmidtl |
Schmidtm |
Schmidtn |
Schmidts
Die Liste der Biografien führt alle Personen auf, die in der deutschsprachigen Wikipedia einen Artikel haben. Dieses ist eine Teilliste mit 149 Einträgen von Personen, deren Namen mit den Buchstaben „Schmidt, A“ beginnt.

## Schmidt, A

### Schmidt, Ad
- Schmidt, Adalbert (1906–1999), österreichischer Germanist und Hochschullehrer
- Schmidt, Adam (1908–1990), deutscher Mathematiker und Hochschullehrer
- Schmidt, Adolf (* 1804), deutscher Historien-, Genre- und Porträtmaler der Düsseldorfer Schule
- Schmidt, Adolf (1836–1917), deutscher Geologe, Metallurg sowie Hochschullehrer
- Schmidt, Adolf (1841–1923), deutscher Psychiater
- Schmidt, Adolf (1845–1905), Musikpädagoge, Chorleiter und Komponist
- Schmidt, Adolf (1857–1935), deutscher Bibliothekar
- Schmidt, Adolf (1858–1912), deutscher Landrat und Abgeordneter des Provinziallandtages der Provinz Hessen-Nassau
- Schmidt, Adolf (1860–1944), deutscher Geophysiker
- Schmidt, Adolf (1865–1918), deutscher Internist und Hochschullehrer
- Schmidt, Adolf (1870–1933), deutscher Politiker und Bankdirektor
- Schmidt, Adolf (1886–1980), deutscher Politiker, Abgeordneter, Widerstandskämpfer gegen den Nationalsozialismus und KZ-Häftling (1920–1924)
- Schmidt, Adolf (1898–1985), deutscher Jurist und Offizier
- Schmidt, Adolf (1925–2013), deutscher Gewerkschafter und Politiker (SPD), MdB
- Schmidt, Adolf Wilhelm Ferdinand (1812–1899), deutscher Naturforscher sowie evangelischer Geistlicher
- Schmidt, Adriano (* 1994), deutsch-vietnamesischer Fußballspieler

### Schmidt, Ag
- Schmidt, Agnes (1875–1952), kommunistische Politikerin

### Schmidt, Ak
- Schmidt, Aki (1935–2016), deutscher Fußballspieler und -trainerAki Schmidt (1935–2016)

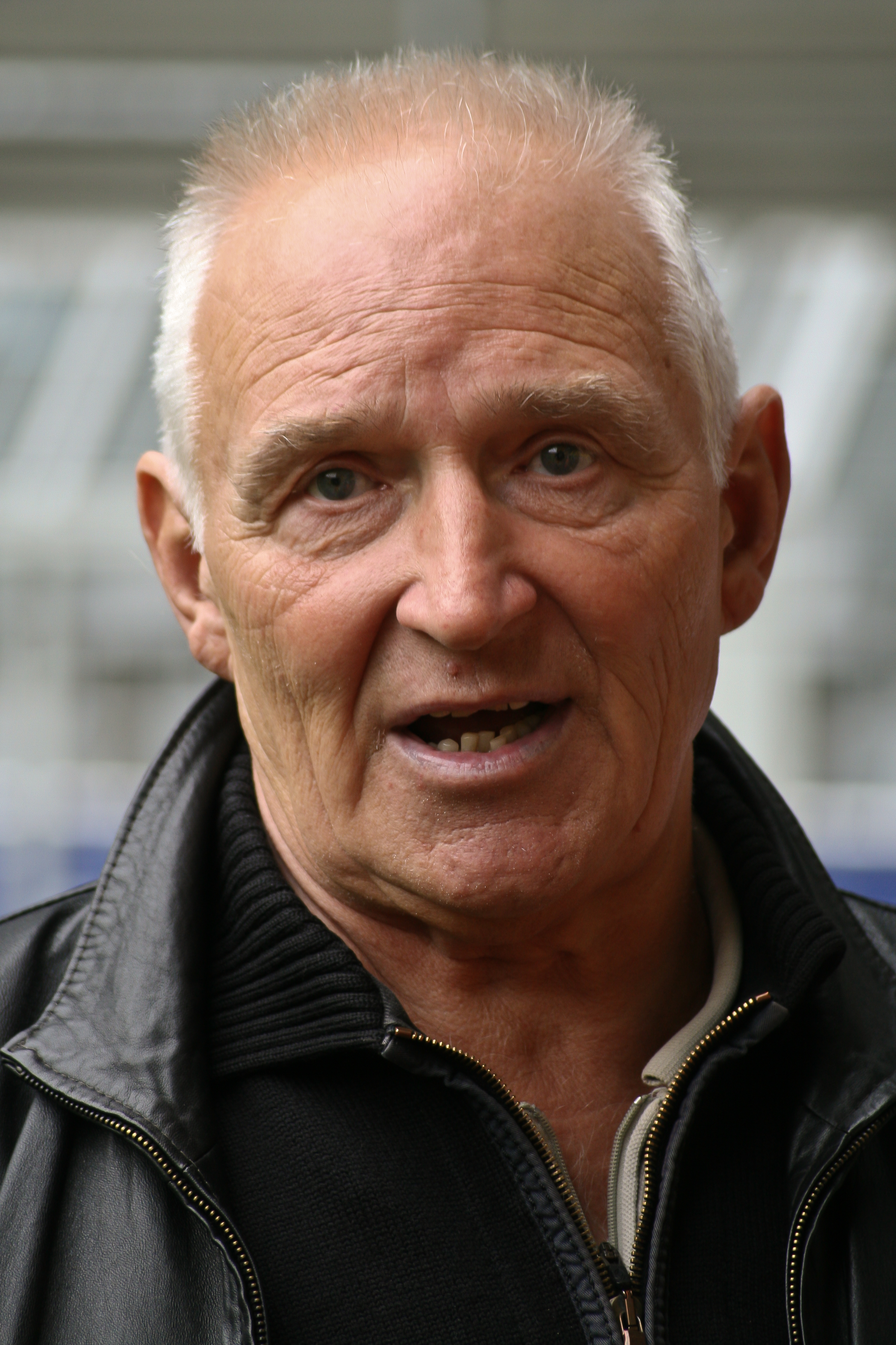
Aki Schmidt (1935–2016)

### Schmidt, Al
- Schmidt, Albert (1802–1881), deutscher Unternehmer
- Schmidt, Albert (1836–1912), deutscher Jurist, Schriftsteller und Dramatiker
- Schmidt, Albert (1841–1913), deutscher Architekt und Bauunternehmer
- Schmidt, Albert (1850–1919), deutscher Jurist und Politiker
- Schmidt, Albert (1858–1904), deutscher Redakteur und Politiker (SPD), MdR
- Schmidt, Albert (* 1877), deutscher Gewerkschafter und Politiker (Zentrum), MdA, MdL
- Schmidt, Albert (1883–1970), Schweizer Maler
- Schmidt, Albert (1893–1945), deutscher evangelischer Theologe und Politiker (CSVD), MdR
- Schmidt, Albert (1922–2007), österreichischer Politiker (FPÖ), Landtagsabgeordneter, Abgeordneter des Nationalrates
- Schmidt, Albert (* 1933), deutscher Landschaftsarchitekt, Beamter und Hochschullehrer
- Schmidt, Albert (* 1942), Schweizer Bergsteiger und Maler
- Schmidt, Albert (* 1948), deutscher Benediktiner und Abtpräses der Beuroner Kongregation
- Schmidt, Albert (1951–2024), deutscher Politiker (Bündnis 90/Die Grünen), MdB
- Schmidt, Albert Wolfgang (1891–1943), deutscher Chemiker und Rektor der Technischen Hochschule München
- Schmidt, Albert-Marie (1901–1966), französischer Romanist und Literaturwissenschaftler
- Schmidt, Albrecht (1864–1945), deutscher Chemiker
- Schmidt, Albrecht (* 1890), deutscher Kapitän zur See der Kriegsmarine
- Schmidt, Albrecht (* 1938), deutscher Jurist und Bankmanager
- Schmidt, Albrecht Christian (1829–1911), deutscher Jurist und Konsistorialpräsident
- Schmidt, Alessia, deutsche Judoka und Behindertensportlerin, Goldmedaillengewinnerin bei Special Olympics Weltspielen
- Schmidt, Alex (* 1978), deutsche Filmregisseurin und Drehbuchautorin
- Schmidt, Alexander (1816–1887), deutscher Philologe und Gymnasiallehrer, Shakespeareforscher
- Schmidt, Alexander (1827–1899), deutscher Richter und Parlamentarier
- Schmidt, Alexander (* 1963), deutscher Historiker und Ausstellungsgestalter
- Schmidt, Alexander (* 1965), deutscher Mathematiker
- Schmidt, Alexander (* 1968), deutscher FußballtrainerAlexander Schmidt (* 1968)

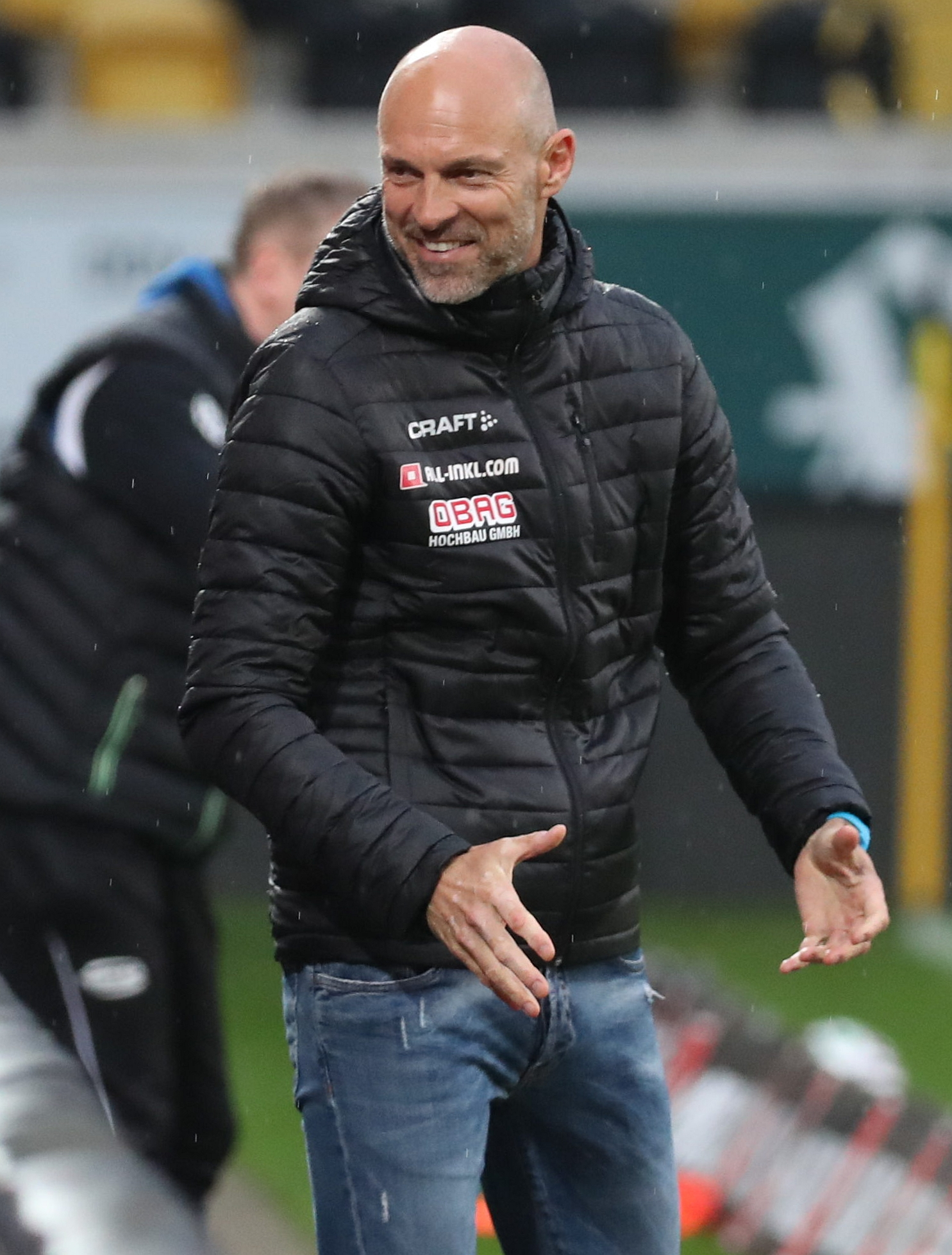
Alexander Schmidt (* 1968)

- Schmidt, Alexander (* 1975), deutscher Neuzeithistoriker
- Schmidt, Alexander (* 1977), deutscher Neurologe und Musiker
- Schmidt, Alexander (* 1998), österreichischer Fußballspieler
- Schmidt, Alexander Eduardowitsch (1871–1939), russischer Arabist und Hochschullehrer
- Schmidt, Alexandra (* 1994), österreichische Schauspielerin
- Schmidt, Alexandre (* 1970), Schweizer Politiker (FDP)
- Schmidt, Alexei Anatoljewitsch (* 1983), russischer Radrennfahrer
- Schmidt, Alexis Bravmann (1818–1903), deutscher Journalist, Philosoph und Freimaurer-Ordensmeister
- Schmidt, Alfons (1904–2000), deutscher Lehrer, Restaurator, Präparator und Abformkünstler
- Schmidt, Alfred, deutscher Turner
- Schmidt, Alfred (1858–1938), dänischer Maler und Zeichner
- Schmidt, Alfred (1867–1956), deutscher Maler
- Schmidt, Alfred (1867–1931), deutscher Industrieller und Pharmaziehistoriker
- Schmidt, Alfred (1879–1938), deutscher Maschinenbauingenieur und Manager
- Schmidt, Alfred (1880–1956), deutscher Politiker und Oberbürgermeister der Stadt Mülheim an der Ruhr
- Schmidt, Alfred (1891–1985), deutscher Kommunist und Gewerkschafter
- Schmidt, Alfred (1898–1972), estnischer Gewichtheber
- Schmidt, Alfred (* 1901), deutscher Radrennfahrer
- Schmidt, Alfred (1905–1975), hessischer Politiker (SPD)
- Schmidt, Alfred (1908–1978), deutscher Politiker (SPD), Mitglied der Stadtverordnetenversammlung von Groß-Berlin
- Schmidt, Alfred (1929–2017), deutscher Fußballspieler
- Schmidt, Alfred (1930–1997), deutscher Kunstmaler, Zeichner, Werbedesigner und Autor
- Schmidt, Alfred (1931–2012), deutscher Philosoph und Soziologe
- Schmidt, Alfred (* 1938), deutscher Unternehmer und Politiker (FDP), MdL, hessischer Staatsminister
- Schmidt, Alfred (* 1942), deutscher Maler und Grafiker
- Schmidt, Alfred Emil Karl (1894–1987), deutscher Politiker
- Schmidt, Alfred Paul (* 1941), österreichischer Schriftsteller
- Schmidt, Alica (* 1998), deutsche Leichtathletin, Model und InfluencerinAlica Schmidt (* 1998)

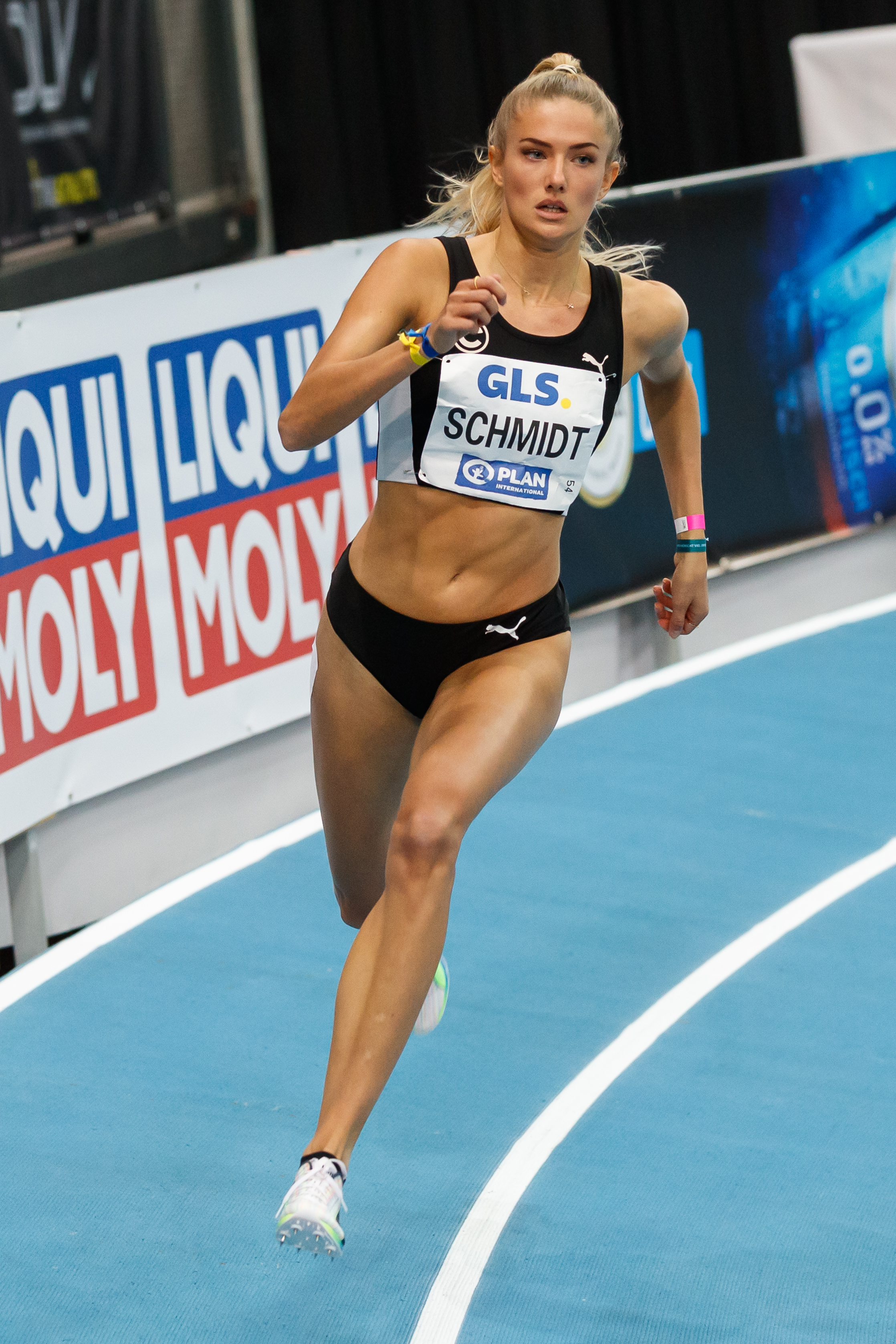
Alica Schmidt (* 1998)

- Schmidt, Alice (1916–1983), deutsche Schriftstellerin
- Schmidt, Alice (* 1981), US-amerikanische Leichtathletin
- Schmidt, Aljoscha (* 1984), deutscher Handballspieler und -trainer
- Schmidt, Almut Tina (* 1971), deutsche Schriftstellerin, Dramaturgin und Hörspielautorin
- Schmidt, Alois (1798–1865), österreichischer Pfarrer und Politiker
- Schmidt, Aloys (1855–1939), deutscher Holzbildhauer
- Schmidt, Aloys (1892–1980), deutscher Archivar

### Schmidt, An
- Schmidt, André (* 1967), deutscher Ökonom
- Schmidt, André (* 1989), deutscher Fußballspieler
- Schmidt, Andrea (* 1959), deutsche Gerichtspräsidentin und Verfassungsrichterin
- Schmidt, Andreas (1907–1966), katholischer Priester und Abt der Trappistenabtei Mariawald
- Schmidt, Andreas (1912–1948), siebenbürgisch-sächsischer Politiker, Mitglied der SS und Chef der Deutschen Volksgruppe in Rumänien
- Schmidt, Andreas (* 1956), deutscher Politiker (CDU), MdB
- Schmidt, Andreas (* 1957), deutscher Schriftsteller und Publizist
- Schmidt, Andreas (* 1959), deutscher Fußballspieler
- Schmidt, Andreas (* 1959), deutscher Schwimmsportler
- Schmidt, Andreas (* 1960), deutscher Opernsänger (Bassbariton)
- Schmidt, Andreas (1963–2017), deutscher Schauspieler und RegisseurAndreas Schmidt (1963–2017)

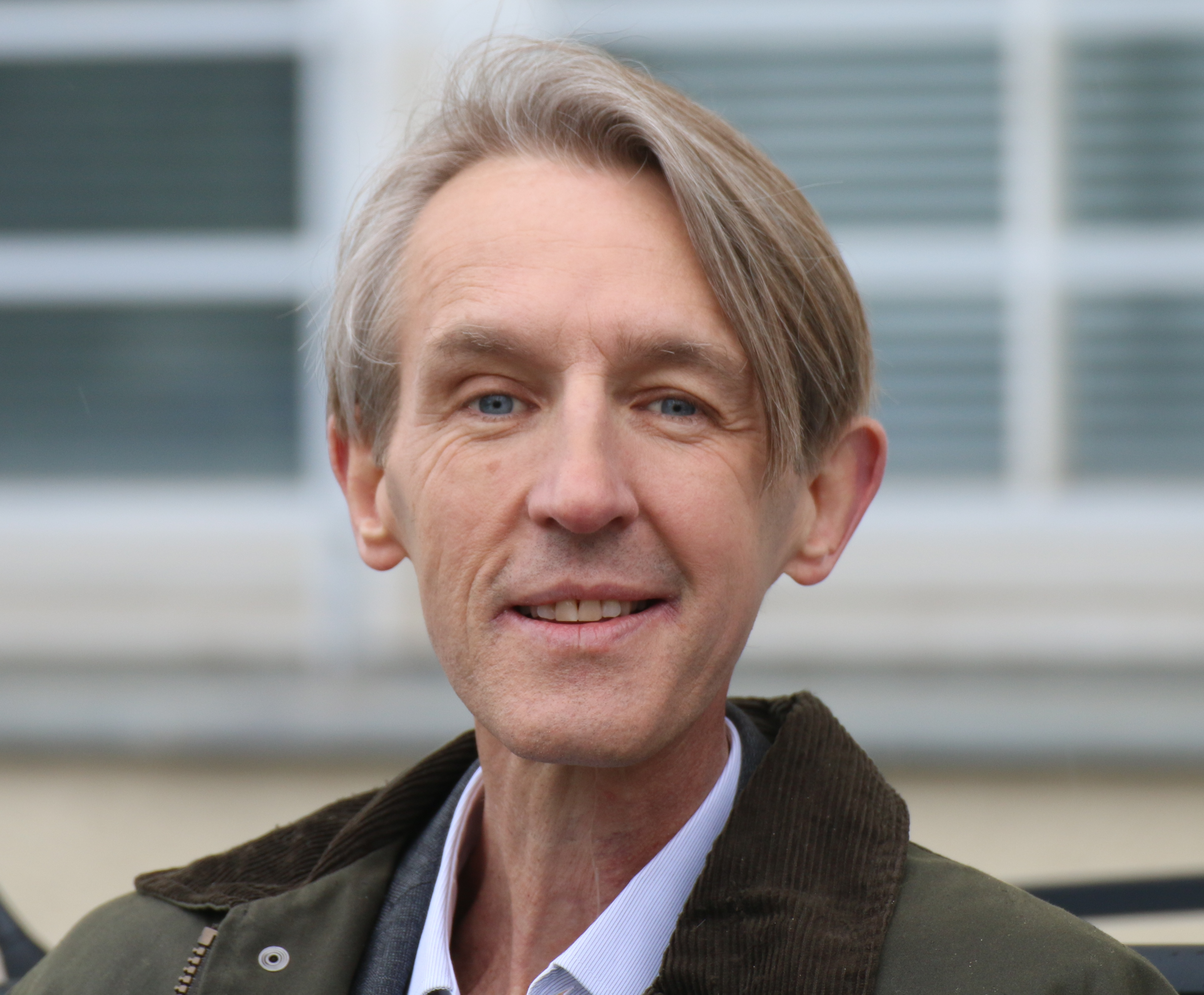
Andreas Schmidt (1963–2017)

- Schmidt, Andreas (* 1967), deutscher Fotograf, Künstler und Galerist
- Schmidt, Andreas (* 1967), deutscher Jazzmusiker und Komponist
- Schmidt, Andreas (* 1969), deutscher Schriftsteller und Publizist
- Schmidt, Andreas (* 1969), deutscher Fußballspieler
- Schmidt, Andreas (* 1970), deutscher Politiker (SPD), MdL
- Schmidt, Andreas (* 1973), deutscher Fußballspieler
- Schmidt, Andreas (* 1976), deutscher Trance-Produzent
- Schmidt, Andreas Christoph (* 1957), deutscher Autor, Regisseur und Produzent
- Schmidt, Andreas E. (* 1959), deutscher Volkskundler und Hochschullehrer
- Schmidt, Andreas Gottfried (1794–1851), reformierter Pfarrer in Anhalt-Köthen und Autor von Schriftsteller-Lexika
- Schmidt, Andreas W. (* 1950), deutscher Dialogbuchautor und -regisseur sowie Synchron- und Off-Sprecher
- Schmidt, Anna (1837–1908), deutsche Pädagogin und Mitbegründerin der deutschen Frauenbewegung
- Schmidt, Anna (1889–1955), Mitglied der Berliner Stadtverordnetenversammlung (1947–1950)
- Schmidt, Anna (* 1894), deutsche Politikerin und Abgeordnete (USPD, KPD, SED)
- Schmidt, Anna (1897–1931), deutsche Schaustellerin
- Schmidt, Anna Margaretha (1684–1696), letztes Opfer der Hexenverfolgung in Olpe
- Schmidt, Annalena (* 1951), deutsche Schauspielerin
- Schmidt, Annerose (1936–2022), deutsche Pianistin und Hochschullehrerin
- Schmidt, Annie M. G. (1911–1995), niederländische Schriftstellerin und JournalistinAnnie M. G. Schmidt (1911–1995)

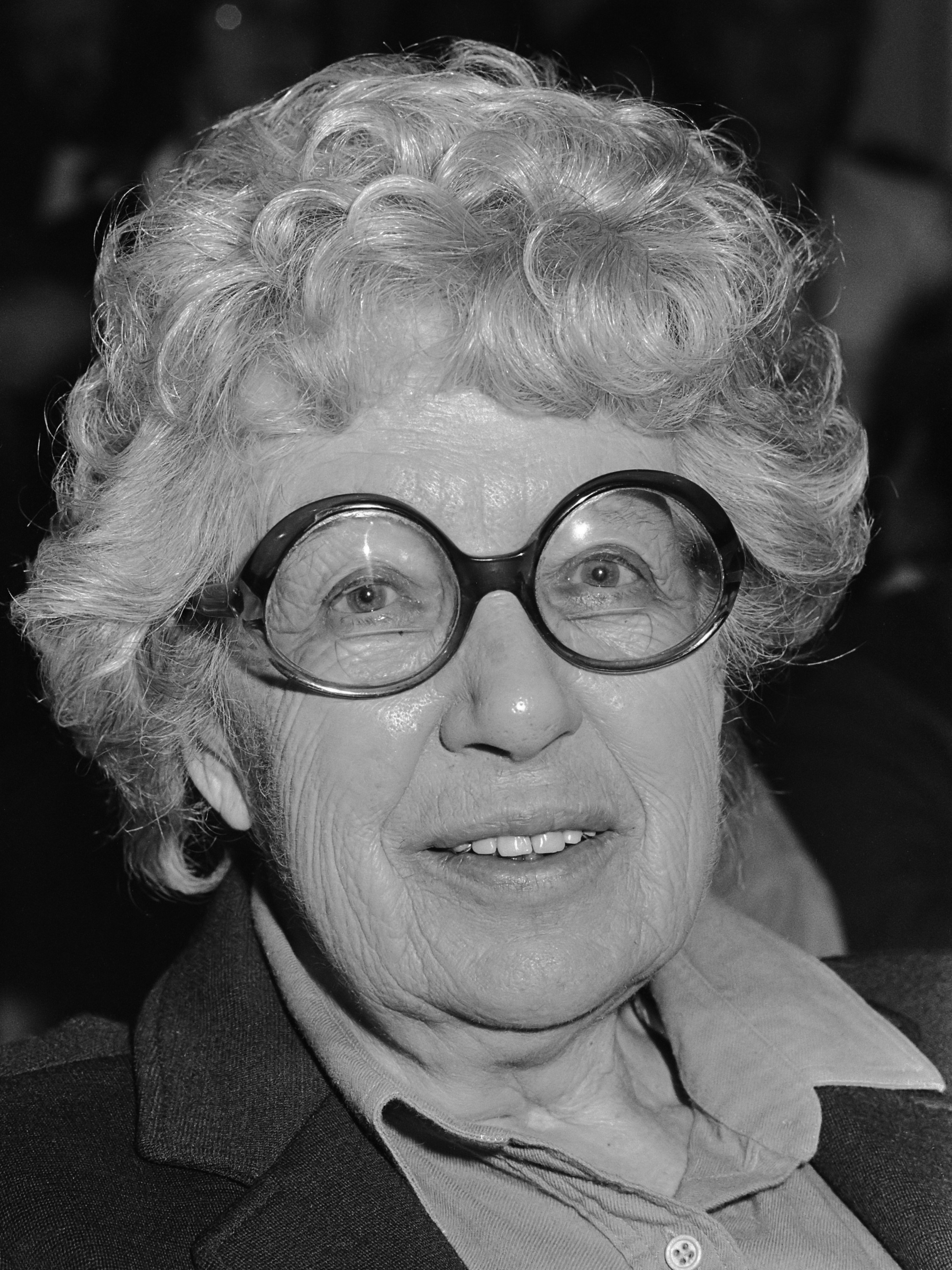
Annie M. G. Schmidt (1911–1995)

- Schmidt, Annika (* 1980), deutsche Fußballspielerin
- Schmidt, Annika (* 1993), deutsche Fußballspielerin
- Schmidt, Ansgar (* 1945), deutscher Benediktiner
- Schmidt, Antje (* 1967), deutsche Film-, Fernseh- und Theater-Schauspielerin
- Schmidt, Anton (1786–1863), Architekt und Baumeister ungarischer Abstammung
- Schmidt, Anton (1797–1866), deutscher Kaufmann und Mitglied der Frankfurter Nationalversammlung
- Schmidt, Anton (1882–1946), deutscher Politiker und Landrat (SPD)
- Schmidt, Antonia (* 2001), deutsche Tennisspielerin

### Schmidt, Ar
- Schmidt, Armin (1888–1978), deutscher Kommunalpolitiker der NSDAP
- Schmidt, Arno (1879–1967), deutscher Historiker und Volkskundler
- Schmidt, Arno (1890–1945), deutscher Konteradmiral der Kriegsmarine
- Schmidt, Arno (1914–1979), deutscher SchriftstellerArno Schmidt (1914–1979)

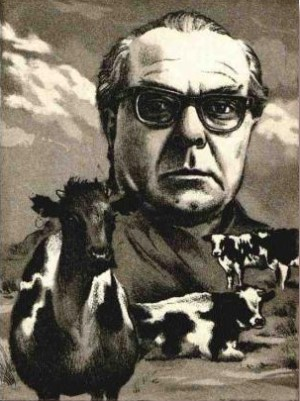
Arno Schmidt (1914–1979)

- Schmidt, Arno (* 1934), deutscher Altphilologe und Pädagoge
- Schmidt, Arno (* 1945), deutscher Politiker (FDP), MdB
- Schmidt, Arno (* 1955), deutscher Musiker
- Schmidt, Arnold (1902–1967), deutscher Mathematiker
- Schmidt, Arnold (1938–2024), österreichischer Physiker
- Schmidt, Arthur (1895–1987), deutscher Generalleutnant im Zweiten Weltkrieg
- Schmidt, Arthur (1908–2007), deutscher Maler und Zeichner
- Schmidt, Arthur (1937–2023), US-amerikanischer Filmeditor
- Schmidt, Arthur Benno (1861–1940), deutscher Jurist und Abgeordneter
- Schmidt, Arthur P. (1912–1965), US-amerikanischer Filmeditor
- Schmidt, Artur (* 1985), kasachisch-deutscher Boxer
- Schmidt, Artur P. (* 1961), deutscher Wirtschaftskybernetiker und Publizist

### Schmidt, Au
- Schmidt, August (1795–1899), preußischer Soldat
- Schmidt, August (1795–1866), deutscher Porzellan-, Miniaturporträt- und Porträt-Maler sowie Lithograf
- Schmidt, August (1808–1891), österreichischer Musikschriftsteller, Journalist, Vereinsorganisator sowie Musiker
- Schmidt, August (1834–1913), deutscher Postamtsdirektor und Verfasser zahlreicher belletristischer Werke
- Schmidt, August (1840–1929), deutscher Geophysiker und Meteorologe
- Schmidt, August (1878–1965), deutscher Gewerkschafter, Mitbegründer der IG Bergbau und Energie und ihr erster Vorsitzender
- Schmidt, August (1883–1955), deutscher General der Flakartillerie im Zweiten Weltkrieg
- Schmidt, August (1884–1939), deutscher Politiker (KPD), MdHB
- Schmidt, August (1892–1972), deutscher Offizier, zuletzt Generalleutnant im Zweiten Weltkrieg
- Schmidt, August Gottlieb, deutscher Genre- und Porträtmaler sowie Zeichenlehrer
- Schmidt, August Hermann (1858–1942), deutscher Architekt
- Schmidt, Augusta, deutsche Porträt- und Genremalerin
- Schmidt, Auguste (1833–1902), deutsche Schriftstellerin und Mitbegründerin der deutschen FrauenbewegungAuguste Schmidt (1833–1902)

Auguste Schmidt (1833–1902)

### Schmidt, Ax
- Schmidt, Axel (1940–2024), deutscher Englischhornist und Oboist
- Schmidt, Axel (* 1961), deutscher Fußballspieler
- Schmidt, Axel G. (1958–2010), deutscher Hochschullehrer für Betriebswirtschaftslehre